# Municipio de Cool Springs
El municipio de Cool Springs (en inglés: Cool Springs Township) es un municipio ubicado en el  condado de Iredell en el estado estadounidense de Carolina del Norte. En el año 2010 tenía una población de 3.912 habitantes.

## Geografía
El municipio de Cool Springs se encuentra ubicado en las coordenadas 35°50′47.2″N 80°46′18.03″O / 35.846444, -80.7716750.